# Red Skelton
Richard Bernard “Red” Skelton (18 de julio de 1913-17 de septiembre de 1997) fue un humorista estadounidense y estrella de la radio y de la televisión entre 1937 y 1971. La carrera de Skelton en el mundo del espectáculo empezó cuando siendo adolescente trabajó como payaso circense, dedicándose posteriormente a actuar en vodevil, teatro en Broadway, cine, radio, TV, clubes y casinos.

## Biografía
Nacido en Vincennes, Indiana, Skelton era hijo de un payaso del circo Hagenbeck-Wallace llamado Joe, que falleció en 1913 poco después del nacimiento de su hijo. Precisamente Skelton se inició en el espectáculo trabajando en el mismo circo. Antes de eso, sin embargo, conoció el gusanillo de la interpretación a los 10 años de edad gracias al actor Ed Wynn, que le había visto vender periódicos frente al Teatro Pantheon, en Vincennes, intentando ayudar a su familia. Tras comprar todos sus periódicos, Wynn llevó al chico al teatro y le presentó a los miembros de la función con la cual estaba de gira. A los 15 años de edad, Skelton se lanzó a la carretera como artista, trabajando en todo tipo de espectáculos, como shows de medicinas, vodevil, burlesque, barcos teatro, minstrel shows (espectáculos con la cara pintada de negro) y circo. Mientras actuaba en Kansas City (Misuri) en 1930, Skelton conoció a y se casó con su primera esposa, Edna Stillwell. La pareja se divorció 13 años después, aunque Stillwell siguió siendo uno de sus principales guionistas.

## Carrera

### Cine
Skelton tuvo su gran oportunidad en dos medios al mismo tiempo: la radio y el cine. En 1938 debutó en el cine para RKO Pictures, con el film Having Wonderful Time. Después rodó dos cortos para Vitaphone en 1939: Seeing Red y The Bashful Buckaroo. Skelton fue contratado por Metro-Goldwyn-Mayer para dar un toque de humor a sus dramas médicos de la serie Dr. Kildare, pero pronto estuvo interpretando personajes de comedias (como inepto detective en "The Fox") y musicales en Technicolor. Cuando Skelton firmó su contrato a largo plazo con MGM en 1940, insistió en una cláusula que le permitía trabajar, no solo en la radio (lo cual ya había hecho), sino también en televisión, medio que se iniciaba en aquellos años. El productor Louis Mayer aceptó las condiciones, de lo cual se arrepintió años más tarde, cuando la televisión se convirtió en una seria amenaza para la industria cinematográfica. Muchas de las películas de Skelton, especialmente los musicales en Technicolor, se lanzaron en vídeo doméstico.
En 1945 se casó con Georgia Davis. La pareja tuvo dos hijos, Richard y Valentina. Richard murió en su infancia por una leucemia. Red y Georgia se divorciaron en 1971, y él volvió a casarse. En 1976, Georgia se suicidó con un arma de fuego. Profundamente afectado por la pérdida de su exmujer, Red se abstuvo de actuar en la siguiente década y media, encontrando solaz en la pintura.

### Radio
Tras actuar en varias ocasiones en 1937 en El Show de Rudy Vallee, Skelton intervino de manera regular en 1939 en el programa de la NBC Avalon Time, patrocinado por Avalon Cigarettes. El 7 de octubre de 1941 Skelton estrenó su propio programa radiofónico, The Raleigh Cigarette Program, desarrollando números en los que intervenían diversos personajes recurrentes, tales como "Cauliflower McPugg," "Willy Lump-Lump" y "'Mean Widdle Kid' Junior", cuya frase favorita (I dood it!) pasó a formar parte del léxico americano. Esta frase y otras llegaron a utilizarse en varios dibujos animados de la Warner Bros.. El mismo Skelton fue nombrado de manera indirecta en el dibujo animado Popeye. Hubo otras referencias similares a Skelton en personajes de ese tipo.
Skelton también ayudó a vender bonos de guerra de la Segunda Guerra Mundial en su programa, en el cual intervenían Ozzie y Harriet Nelson, la Ozzie Nelson Orchestra y el comentarista Truman Bradley. 
Fue durante esta época que Red se divorció de su primera esposa, Edna, y se casó con Georgia, la cual siguió como representante de Red hasta la década de 1960. 
Skelton fue llamado a filas en marzo de 1944, y la serie se interrumpió en junio. Fue destinado a la Armada donde, además de sus propios deberes y responsabilidades, siempre entretenía a los oficiales por la noche. La actividad continua y la falta de descanso le provocaron una afección nerviosa en Italia. Pasó tres meses en un hospital y fue licenciado en septiembre de 1945. 
El 4 de diciembre de 1945, se repuso The Raleigh Cigarette Program presentando nuevos personajes, incluyendo a "Bolivar Shagnasty" y "J. Newton Numbskull." Lurene Tuttle y Verna Felton actuaron como la madre y la abuela de "Junior". David Forrester y David Rose dirigían la orquesta, en la que cantaba Anita Ellis. Los locutores eran Pat McGeehan y Rod O'Connor. La serie finalizó el 20 de mayo de 1949, y ese otoño de trasladó a la CBS.

### Televisión
En 1951 NBC pidió a Skelton trasladar su programa radiofónico a la televisión. Sus personajes funcionaron aún mejor en la pequeña pantalla. Además, creó para la televisión su otro personaje más famoso, "Freddie the Freeloader," el cual se inspiraba en Emmett Kelly, payaso del Ringling Brothers and Barnum & Bailey Circus. Art Gilmore, que dio voz a numerosos tráileres de películas en el Hollywood de las décadas de 1940 y 1950, fue el presentador del, con David Rose y su orquesta a cargo de la música. Un éxito instrumental de Rose, llamado "Holiday for Strings", fue usado como el tema musical del programa. En la temporada 1951-52, Skelton transmitió en directo desde un adaptado estudio radiofónico de la NBC. Al quejarse de la presión de trabajar en directo, NBC accedió a filmar sus shows de la temporada 1952-53 en los estudios Eagle-Lion Films, cerca del Sam Goldwyn Studio, en Santa Monica Boulevard, en Hollywood. Después el programa se trasladó a los nuevos estudios televisivos de la NBC en Burbank, California. El descenso de la audiencia hizo que NBC cancelara el programa en la primavera de 1953. A partir de la temporada 1953-54, Skelton hizo su con la cadena CBS, con la cual siguió hasta 1970.
Muchos de los programas de Skelton han sobrevivido gracias a los cinescopios, películas y cintas de vídeo, y han sido emitidos en años recientes por cadenas de la Public Broadcasting Service. También se han editado pasajes de los mismos en formato VHS y DVD.
Además de "Freddie the Freeloader," otros personajes televisivos de Skelton fueron "Cauliflower McPugg", "Clem Kaddiddlehopper", el "Mean Widdle Boy", "Sheriff Deadeye", "George Appleby", y "San Fernando Red". 
A principios de los años sesenta, Skelton fue el primer presentador de la CBS en grabar sus programas semanales en color, lo cual llevaba a cabo en unas viejas instalaciones cinematográficas adquiridas por él y reformadas al efecto. Estimuló a CBS a grabar otros shows en color en ese lugar, pero la mayor parte de los programas se realizaban en blanco y negro en Televisión City, cerca del Farmers Market en Los Ángeles. Sin embargo, el presidente de CBS, William S. Paley, generalmente había abandonado el uso del color tras los infructuosos esfuerzos para que la Federal Communications Commission aprobase el sistema usado por la cadena (desarrollado por Peter Goldmark) a principios de la década de 1950. Aunque la CBS ocasionalmente usaría instalaciones de la NBC o sus propios pequeños estudios en color a fin de rodar programas especiales, la cadena no usó la programación en color - exceptuando la difusión de El mago de Oz y la producción de Richard Rodgers y Oscar Hammerstein II Cenicienta – hasta el otoño de 1965, cuando la NBC y la ABC empezaron a emitir la mayor parte de la programación en el proceso compatible de Radio Corporation of America. En esa época, Skelton había abandonado su propio estudio y se había trasladado a Television City, donde siguió realizando sus programas hasta el momento de abandonar la cadena.
En la cumbre de su popularidad, al hijo de Skelton se le diagnosticó una leucemia. La enfermedad y muerte de Richard Skelton, a los 13 años de edad, dejó a Skelton incapaz de actuar durante gran parte de la temporada televisiva de 1957-1958. El programa continuó con presentadores invitados que incluían a un muy joven Johnny Carson. La dirección de la CBS fue muy comprensiva con la situación de Red, y nunca se habló de cancelar el show. 
Skelton ingresó en el International Clown Hall of Fame en 1989, pero él era más bien un payaso interpretativo. Como ejemplo de ello, uno de sus números más conocidos era el de "El Juramento de Lealtad", en el cual explicaba el Juramento palabra por palabra.

### Declive
Skelton mantuvo sus índices de audiencia en 1970, pero tuvo dos problemas con CBS. La demografía mostraba que ya no atraía al público joven, y su salario anual contratado crecía desproporcionadamente a causa de la inflación. Con todo ello, entre 1970 y 1971, CBS fue abandonando sus tradicionales programas semanales de variedades presentados por los veteranos Skelton, Jackie Gleason, Ed Sullivan, y otros.
Skelton se trasladó a la NBC en 1971, para trabajar durante una temporada en una versión nocturna de media hora de su anterior show. Tras la cancelación del mismo, Skelton finalizó su larga carrera televisiva.
Además de la pérdida de su show, su exesposa Georgia se suicidó en 1976, cinco años después del divorcio, y en el aniversario de la muerte de su hijo años antes.

### Payaso y arte circense
Tras finalizar su trayectoria televisiva Skelton volvió a las actuaciones en directo, tanto en clubes como en casinos y hoteles, así como en lugares tales como Carnegie Hall. También se dedicó a la pintura, realizando usualmente imágenes de payasos, llegando a cotizarse sus trabajos por encima de los 80 000 dólares.
Red se casó por tercera y última vez en 1973 con Lothian Toland, mucho más joven que él. Ella continúa manteniendo una página web y negocios vendiendo recuerdos y artículos artísticos de Skelton.

### Escritura y música
En sus últimos años Skelton dedicaba tiempo a escribir cuentos. Recopiló las mejores historias en folletines publicados por él mismo. También compuso música que vendió a Muzak, compañía de distribución de música para centros comerciales y similares. Entre sus mejores composiciones destaca "Red's White and Blue March". 
Red Skelton falleció en Palm Springs (California), a causa de una neumonía, en 1997. En el momento de su muerte vivía en Anza, California. Está enterrado en el cementerio Forest Lawn Memorial Park en Glendale (California). 

## Hermandad
Red Skelton fue francmasón, miembro de la Logia Vincennes n.º 1, en Indiana. También fue miembro del Rito Escocés Antiguo y Aceptado y del Rito de York. Recibió la Medalla de Oro por Servicio Distinguido en las Artes y las Ciencias del Gran Capítulo General. 
El 24 de septiembre de 1969 fue coronado como inspector general honorario 33° del Rito Escocés. También fue miembro de la Antigua Orden Árabe de los Nobles del Relicario Místico en Los Ángeles, California.

## Filmografía
- Having Wonderful Time (1938)
- Flight Command (1940)
- The People vs. Dr. Kildare (1941)
- Whistling in the Dark (1941)
- Dr. Kildare's Wedding Day (1941)
- Lady Be Good (1941)
- Ship Ahoy (1942)
- Maisie (1942)
- Panama Hattie (1942)
- Whistling in Dixie (1942)
- DuBarry Was a Lady (1943)
- Thousands Cheer (1943)
- I Dood It (1943)
- Whistling in Brooklyn (1943)
- Escuela de sirenas (1944)
- Ziegfeld Follies (1946)
- The Show-Off (1946)
- Merton of the Movies (1947)
- The Fuller Brush Man (1948)
- A Southern Yankee (1948)
- Neptune's Daughter (1949)
- The Yellow Cab Man (1950)
- Three Little Words (1950)
- Duchess of Idaho (1950)
- The Fuller Brush Girl (1950) cameo
- Watch the Birdie (1950)
- Excuse My Dust (1951)
- Texas Carnival (1951)
- Roberta (1952)
- The Clown (1953)
- Half a Hero (1953)
- The Great Diamond Robbery (1953)
- Susan Slept Here (1954)
- La vuelta al mundo en ochenta días (1956)
- Public Pigeon No. One (1957)
- Ocean's Eleven (1960)
- Those Magnificent Men in their Flying Machines (1965)

Cortos:
- The Broadway Buckaroo (1939)
- Seeing Red (1939)
- Radio Bugs (1944) (voz)
- Weekend in Hollywood (1947)
- The Luckiest Guy in the World (1947) (voz)
- Some of the Best (1949)

## Audio
- Red Skelton recitando su monólogo en el "Juramento de Lealtad" (1969)
- Script del monólogo de Red Skelton con el "Juramento de Lealtad"
- Comentarios de Red Skelton sobre el Juramento de Lealtad - texto, audio y video